# The Nth Degree
The Nth Degree is de negentiende aflevering van het vierde seizoen van Star Trek: The Next Generation. Deze aflevering werd voor het eerst uitgezonden op 30 maart 1991 in syndicatie.

## Synopsis
De USS Enterprise wordt erop uitgestuurd om de uitschakeling van de Argus Array ruimtetelescoop te onderzoeken. Geordi La Forge en luitenant Reginald Barclay nemen een shuttle om de telescoop van dichtbij te onderzoeken en ontdekken een buitenaardse sonde in de buurt. De sonde vuurt een puls af waardoor Barclay bewusteloos raakt. De bemanning van de Enterprise is gedwongen de sonde te vernietigen wanneer deze het schip volgt, in de veronderstelling dat de Argus Array door een soortgelijke puls is getroffen. Barclay herstelt, maar hij is plots veel intelligenter dan voorheen en zijn IQ blijft maar stijgen.
De ruimtetelescoop begint een reeks catastrofale storingen te vertonen. Barclay, met zijn pas verworven intelligentie, stelt een oplossing voor om de ruimtetelescoop in recordtempo te herstellen, tot groot ongeloof van zijn collega's. Barclays oplossing werkt, maar de computer van de Enterprise is te traag om het aantal storingen bij te benen. Barclay gaat naar het holodek en bouwt een apparaat waarmee hij rechtstreeks kan communiceren met de computersystemen van de Enterprise en de telescoop, waarmee een einde komt aan de storingen.
De bemanning ontdekt dat Barclay volledig met de computer is versmolten en wanneer ze proberen de computer uit te schakelen, stuurt Barclay de Enterprise in een "subruimte-inversie", waarbij het ruitemeschip een gigantische afstand aflegt met een snelheid die aanzienlijk hoger is dan die van een conventionele warpaandrijving.
Op de bestemming blijkt dat Barclay onder controle van de Cytherianen stond. Deze hoogontwikkelde beschaving verkent het heelal op een geheel eigen manier: zij halen andere volken naar hun planeet, in plaats van zelf de ruimte in te trekken. Na kennismaking en uitwisseling van gegevens wordt de Enterprise weer teruggestuurd, waarna Barclay's IQ terugkeert naar het normale niveau.